# Tova Sabel
Tova Kristina Mariana Sabel, född den 9 februari 2001 i Stockholm, är en svensk basketspelare som spelar för collegelaget University of California. Hon representerar även det svenska damlandslaget och är uttagen till den svenska truppen inför europamästerskapen i basketboll 2025.